# The Rejuvenation of Aunt Mary
Pour plus de détails, voir Fiche technique et Distribution.
The Rejuvenation of Aunt Mary est un film muet américain réalisé par Edward Dillon sorti en 1916.

## Fiche technique
- Titre : The Rejuvenation of Aunt Mary
- Réalisation : Edward Dillon
- Studio de production : Biograph Company
- Distribution : The General Film Company
- Pays : États-Unis
- Format : Noir et blanc - 1,37:1 - Format 35 mm
- Langue : film muet intertitres anglais
- Genre : Comédie
- Durée : 3 bobines
- Date de sortie : États-Unis : 15 mars 1916

## Distribution
Source principale de la distribution :
- Gertrude Bambrick :
- Dell Henderson :
- Andrew Kirby : Jack Denham
- Florence Lee :
- Tom McEvoy[2] :
- Dave Morris :
- Reggie Morris :
- Jack Mulhall :
- William Sloan[3] :
- Kate Toncray : Tante Mary